# Lyoni főegyházmegye
A Lyoni főegyházmegye (latinul: Archidioecesis Lugdunensis; franciául: Archidiocèse de Lyon, régebbi nevén Lyon–Vienne–Embruni főegyházmegye a katolikus egyház egyik főegyházmegyéje Franciaországban. Jelenlegi érseke Olivier Jacques Marie de Germay de Cirfontaine, aki Szent Pothinusz és Szent Iréneusz, az egyházmegye első és második püspökének az utóda, illetőleg Gallia prímásának hívják. Egyike a legtekitélyeseb érseki székeknek a francia egyházon belül, és a birtokosa általában azonnal bíborosi címet is kap. Legjelesebb kora középkori érsekei Amalarius és Agobard voltak.

## Szuffragáneus egyházmegyék
- Annecyi egyházmegye
- Belley-Ars-i egyházmegye
- Chambéry-i főegyházmegye
- Grenoble-Vienne-i egyházmegye
- Saint-Étienne-i egyházmegye
- Valence-i egyházmegye
- Viviers-i egyházmegye

## Szomszédos egyházmegyék
- Saint-Étienne-i egyházmegye (délnyugat)
- Clermont-i főegyházmegye (nyugat)
- Moulins-i egyházmegye (északkelet)
- Autuni egyházmegye (észak)
- Belley-Ars-i egyházmegye (kelet)
- Grenoble-Vienne-i egyházmegye (délkelet)

## Fordítás
- Ez a szócikk részben vagy egészben  a   Roman Catholic Archdiocese of Lyon című angol Wikipédia-szócikk fordításán alapul.  Az eredeti cikk szerkesztőit annak laptörténete sorolja fel. Ez a jelzés csupán a megfogalmazás eredetét és a szerzői jogokat jelzi, nem szolgál a cikkben szereplő információk forrásmegjelöléseként.